# Kokomo Murase
Kokomo Murase (* 7. November 2004 in Gifu) ist eine japanische Snowboarderin. Sie startet in den Disziplinen Slopestyle und Big Air.

## Werdegang
Murase gewann 2016 und 2017 bei den World Rookie Finals in Ischgl jeweils im Slopestyle. In der Saison 2017/18 wurde sie japanische Meisterin im Slopestyle und errang bei den Burton US Open in Vail den vierten Platz im Slopestyle. Im Mai 2018 holte sie bei den X-Games Norway in Fornebu die Goldmedaille im Big Air und wurde damit jüngste Siegerin bei Winter-X-Games-Wettbewerben. Bei den Snowboard-Juniorenweltmeisterschaften 2018 in Cardrona gewann sie im Slopestyle und im Big Air jeweils die Goldmedaille. Zu Beginn der Saison 2019/20 holte sie bei den X-Games Norway 2019 die Silbermedaille im Big Air. Ihr Debüt im Weltcup hatte sie im Dezember 2019 in Peking, das sie auf dem fünften Platz im Big Air beendete. Beim folgenden Weltcup in Atlanta erreichte sie mit dem zweiten Platz im Big Air ihre erste Podestplatzierung im Weltcup. Bei den Winter-X-Games 2020 in Aspen gewann sie die Bronzemedaille im Slopestyle und die Silbermedaille im Big Air und bei den X-Games Norway 2020 in Hafjell die Silbermedaille im Slopestyle.
In der Saison 2020/21 belegte Murase bei den Winter-X-Games 2021 und bei den Snowboard-Weltmeisterschaften 2021 jeweils den sechsten Platz im Big Air und den fünften Rang im Slopestyle. Im Weltcup errang sie zweimal den zweiten Platz und erreichte damit jeweils den zweiten Platz im Freestyle, Slopestyle und Big-Air-Weltcup. Zu Beginn der Saison 2021/22 holte sie im Big Air in Chur ihren ersten Weltcupsieg und belegte bei der Winter Dew Tour in Copper Mountain den dritten Platz im Slopestyle. Im weiteren Saisonverlauf kam sie zweimal auf den dritten Platz und siegte ebenfalls in Calgary sowie in Špindlerův Mlýn. Sie gewann damit den Slopestyle sowie den Park & Pipe-Weltcup. Im Big Air-Weltcup errang sie den zweiten Platz. Bei den Winter-X-Games 2022 wurde sie im Slopestyle und im Big Air jeweils Vierte. Beim Saisonhöhepunkt, den Olympischen Winterspielen 2022 in Peking, gewann sie die Bronzemedaille im Big Air.

## Erfolge

### Olympische Spiele
- 2022 Peking: 3. Platz Big Air, 10. Platz Slopestyle

### Weltmeisterschaften
- 2021 Aspen: 5. Platz Slopestyle, 6. Platz Big Air
- 2025 Engadin: 1. Platz Big Air, 2. Platz Slopestyle

### Winter-X-Games
- 2018 Fornebu: 1. Platz Big Air
- 2019 Fornebu: 2. Platz Big Air
- 2020 Aspen: 2. Platz Big Air, 3. Platz Slopestyle
- 2020 Hafjell: 2. Platz Slopestyle, 5. Platz Big Air
- 2021 Aspen: 5. Platz Slopestyle, 6. Platz Big Air
- 2022 Aspen: 4. Platz Slopestyle, 4. Platz Big Air
- 2023 Aspen: 3. Platz Slopestyle, 6. Platz Big Air
- 2024 Aspen: 1. Platz Knuckle Huck, 1. Platz Big Air, 2. Platz Slopestyle
- 2025 Aspen: 1. Platz Knuckle Huck, 2. Platz Slopestyle, 8. Platz Big Air

### Weltcup

#### Weltcupsiege
| Nr. | Datum             | Ort             | Disziplin  |
| --- | ----------------- | --------------- | ---------- |
| 1.  | 23. Oktober 2021  | Chur            | Big Air    |
| 2.  | 1. Januar 2022    | Calgary         | Slopestyle |
| 3.  | 19. März 2022     | Špindlerův Mlýn | Slopestyle |
| 4.  | 21. Oktober 2023  | Chur            | Big Air    |
| 5.  | 15. Dezember 2023 | Copper Mountain | Big Air    |
| 6.  | 15. März 2024     | Tignes          | Slopestyle |
| 7.  | 2. September 2024 | Cardrona        | Slopestyle |

#### Weltcup-Gesamtplatzierungen
| Saison  | Park & Pipe | Park & Pipe | Slopestyle | Slopestyle | Big Air | Big Air |
| Saison  | Punkte      | Platz       | Punkte     | Platz      | Punkte  | Platz   |
| ------- | ----------- | ----------- | ---------- | ---------- | ------- | ------- |
| 2019/20 | 1470        | 23.         | 220        | 29.        | 1250    | 7.      |
| 2020/21 | 246         | 2.          | 166        | 2.         | 80      | 2.      |
| 2021/22 | 456         | 1.          | 320        | 1.         | 136     | 2.      |
| 2022/23 | 211         | 9.          | 29         | 24.        | 182     | 2.      |
| 2023/24 | 425         | 1.          | 225        | 1.         | 200     | 4.      |
| 2024/25 | 420         | 4.          | 290        | 3.         | 194     | 5.      |